# Гейкюр Гейдар Гейкссон
Заголовок цієї статті — це ісландське ім'я, де Гейкюр — особове ім'я, а Гейкссон — ім'я по батькові. 
Гейкюр Гейдар Гейкссон (ісл. Haukur Hauksson, нар. 1 вересня 1991, Акурейрі) — ісландський футболіст, захисник шведського клубу АІК і національної збірної Ісландії.

## Клубна кар'єра
У дорослому футболі дебютував 2008 року виступами за команду клубу «Акурейрі» з рідного міста, в якій провів три сезони, взявши участь у 80 матчах чемпіонату. Більшість часу, проведеного у складі «Акурейрі», був основним гравцем захисту команди.
Своєю грою за цю команду привернув увагу представників тренерського штабу клубу «КР Рейк'явік», до складу якого приєднався 2012 року. Відіграв за рейк'явіцьку команду наступні два сезони своєї ігрової кар'єри. Граючи у складі «Рейк'явіка», також здебільшого виходив на поле в основному складі команди.
До складу клубу АІК приєднався 2015 року. Відтоді встиг відіграти за команду з Стокгольма 29 матчів у національному чемпіонаті.

## Виступи за збірні
У 2004 році дебютував у складі юнацької збірної Ісландії, взяв участь у 7 іграх на юнацькому рівні. У 2012 році провів одну гру у складі молодіжної збірної Ісландії.
У 2015 році дебютував в офіційних матчах у складі національної збірної Ісландії. Наразі провів у формі головної команди країни 6 матчів.
У складі збірної — учасник чемпіонату Європи 2016 року у Франції.

## Титули і досягнення
- Чемпіон Ісландії (1):

КР: 2013
- Володар Кубка Ісландії (2):

КР: 2012, 2014
- Володар Суперкубка Ісландії (2):

КР: 2012, 2014